# Кьонсун
Кьонсун (кор. 경순, 敬順, Gyeongsun, Kyŏngsun; 896–978) — корейський правитель, останній, п'ятдесят шостий, володар (ван) держави Сілла.

## Біографія
Був нащадком у шостому поколінні вана Мунсона та сином вана Хьогона.
927 року після самогубства вана Кьоне правитель Хупекче, Кьон Хвон, посадив на престол Сілли Кьонсуна, а сам повернувся на захід, до своїх володінь. На той момент держава перебувала в стані цілковитого занепаду, тож новий ван правив лише незначними рештками територій колишньої об'єднаної Сілли, допоки 935 року не було остаточно втрачено державність під тиском Корьо. Після того колишній ван оселився поряд зі столицею Корьо, сучасним містом Кесон.